# Цзифенгіт
Цзифенгіт (Fe5Si3) — рідкісний мінерал, силіцид заліза. Кристалічна система цзифенгіта гексагональна. Він має питому вагу 6,45 і твердість за Моосом 5,5. Він зустрічається у вигляді сталево-сірих включень в інших в інших метеоритних нікель-залізних мінеральних фазах.
Вперше цзифенгіт був описаний у 1984 році та названий на честь східного проходу Великої китайської стіни — Цзифенгкоу. Типове місце розташування — метеорит Яньшань з провінції Хебей, Китай. Також повідомлялося про знахідки під час днопоглиблювальних робіт вздовж Східнотихоокеанської височини.
Іншими відомими природними силіцидними мінералами заліза є гупеїт (Fe3Si), гапкеїт (Fe2Si), ліньчжиїт (FeSi2), люобусаїт (Fe0.84Si2), наквіт (FeSi), зюсит ((Fe,Ni)3Si) і зангбоїт (TiFeSi2).